# ガーベラ (MUCCの曲)
「ガーベラ」は、MUCCの12枚目のシングル。2006年2月15日発売。発売元はユニバーサルミュージック。

## 概要
- 通常盤・初回限定盤の2種リリース。初回限定盤はDVD付き。なお、MUCCが複数タイプのリリースを行うのは「我、在ルベキ場所」以来である。
- 初回盤には「ガーベラ」のVIDEO CLIPとメイキング映像を収録したDVD付。
- PV監督はセキ★リュウジ。
- テレビ東京系『LIVE BANG!』2月度オープニングテーマ。

## 収録曲

### 通常盤
1. ガーベラ (3:43)
（作詞：逹瑯、作曲：ミヤ、編曲：ミヤ・岡野ハジメ）
2. メディアの銃声 (4:14)
（作詞：逹瑯、作曲：SATOち、編曲：ミヤ）
  - マスメディアのことを歌った曲。2017年発売の『殺シノ調べII This is NOT Greatest Hits』にて再録されている。
3. 白日 (4:13)
（作詞：ミヤ、作曲：ミヤ・SATOち、編曲：ミヤ）
  - 未音源化の時にライブで一度披露されているが、それとは歌詞が異なっている。

### 初回限定盤
1. ガーベラ (3:43)
2. メディアの銃声 (4:14)

## カバー
ガーベラ
- sukekiyo - 2017年11月22日発売の『TRIBUTE OF MUCC -縁[en]-』に収録。